# ألكسندر بويارتشوك
الكسندر بويارتشوك (الروسية: Боярчук, Александр Алексеевич)  (و. 1931 – 2015 م) هو فيزيائي، وعالم فلك من الاتحاد السوفيتي . ولد في غروزني. تولى منصب رئيس، الاتحاد الفلكي الدولي (1991–1994).
وكان عضواً في الأكاديمية الروسية للعلوم .
توفي في موسكو ، عن عمر يناهز 84 عاماً.

## التعليم
تعلم في Mathematics and Mechanics Faculty, St. Petersburg State University

## جوائز
حصل على جوائز منها:
- جائزة الدولة السوفيتية
- Order For Services to the Fatherland 3rd degree
- وسام شارة الشرف
- ميدالية النجمة البرونزية
- Order For Services to the Fatherland 4th degree.